# Los Metros
Los Metros est une faction du Cartel du Golfe, un cartel de la drogue mexicain. Elle est principalement actif dans l’État de Tamaulipas.

## Histoire

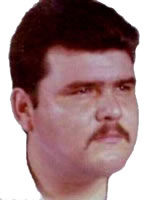
Jorge Eduardo Costilla Sánchez, le fondateur de Los Metros.

L'origine du groupe aux années 1990. Il a visiblement été fondé par Jorge Eduardo « El Coss » Costilla Sánchez, qui fut d'abord membre de la police municipale de Matamoros, avant de rejoindre le Cartel du Golfe. À cette époque, Osiel Cárdenas Guillén, le leader du Cartel du Golfe disposait de diverses organisations basées dans des villes distinces du Tamaulipas. Ces groupes tiraient leur nom de leurs signaux radios, :
- Los Rojos : actifs dans Reynosa
- Los Metros : actifs dans Matamoros
- Los Lobos : actifs dans Nuevo Laredo
- D'autres groupes.

Le conflit entre Los Metros et Los Rojos débuta en 2010 lorsque Juan Reyes « R1 » Mejía-González est écarté de la liste des potentiels chef de plaza de Reynosa au cours d'une réorganisation. Il est envoyé à la Frontera Chica, la région tamaulipeca qui englobe les villes de Nueva Ciudad Guerrero, Mier, Miguel Alemán, Camargo et Gustavo Díaz Orda. Reynosa reste alors sous le commandement de Samuel « Metro 3 » Flores Borrego, plaçant de fait Los Metros au-dessus de Los Rojos dans la hiérarchie du cartel. Les deux leaders des Los Rojos, Juan Reyes Mejía-González et Rafael « El Junior » Cárdenas Vela, s'allient alors dans l'objectif de tuer Samuel Flores Borrego.
Une autre cause de cette rivalité pourrait être liée au fait que Los Metros considéraient que Los Rojos se comportaient de manière trop douce avec l'ennemi du Cartel du Golfe, Los Zetas.
En 2019, des sources indiquent que Los Metros et le Cartel de Jalisco Nouvelle Génération (CJNG) se sont alliés afin de combattre le Cartel du nord-est.
En 2021, Los Metros est la cible d'attaques de la part de Los Ciclones et de Los Escorpiones, ce qui semble être à l'origine du meurtre de 19 personnes à Reynosa en juin, au cours d'une série d'attaques armées. Los Metros signe une trêve avec Los Ciclones , Los Escorpiones et Los Rojos le 26 juillet 2021. Cependant, le leader présumé de Los Metros, José Alfredo « Comandante Calamardo » Hernández Campos, est tué un mois après,,.